# Guthrum II de Estanglia
Guthrum II de Estanglia (m. 916) fue un caudillo vikingo de origen danés y que gobernó el Danelaw tras la muerte de Erico de Estanglia en el año 902. Ambos procedían de la segunda horda vikinga que invadió Inglaterra y que se conoce como el gran ejército de verano. 
A diferencia de su predecesor del mismo nombre, Guthrum I,de quien se tienen referencias fiables en las crónicas contemporáneas, no se conoce mucho del reinado de Guthrum II y su vida se basa en conjeturas comparativas entre diversas crónicas y piezas numismáticas.
Benjamin Thorpe, en su traducción de la obra History of England under the Anglo-Saxon Kings de Johann Martin Lappenberg se refiere a Guthrum II como el rey que gobernaba a los daneses de Anglia Oriental en 906 cuando se firmó la paz con Eduardo el Viejo. Thorpe hace presunción de la firma del tratado de paz entre Eduardo y el segundo Guthrum en 906, basándose en el testimonio del cronista medieval John de Wallingford que menciona explícitamente a un segundo Guthrum durante el reinado de Eduardo. Otro historiador, Joseph Stevenson, tradujo a Wallingford unos años más tarde y no acepta la lectura que hace Thorpe. Según Stevenson, fue el mismo Guthrum que no murió en 890 pero regresó a Dinamarca para gobernar a su pueblo y de nuevo aparecer en Estanglia más tarde durante el reinado del hijo de Eduardo, Æthelstan y aparentemente se le menciona once veces entre 928 y 935. Sea como fuere, la crónica anglosajona aporta información sobre la muerte de un Guthrum en la batalla de Tempsford en 916 que coincide con el fin del reinado de los daneses en Estanglia y posterior integración del territorio como dominio de Eduardo el Viejo.
Frederick Attenborough en su obra disputa ambas versiones y se apoya en la versión del historiador alemán Felix Liebermann, quien considera que el preámbulo de las "Leyes de Eduardo y Guthrum" no es auténtico y fecha el pacto durante el reinado de Æthelstan, volviendo a dar protagonismo a un segundo Guthrum.
Sea el documento un registro histórico fechado en 906, reinado de Eduardo, o un documento posterior durante el reinado de su hijo Æthelstan, los historiadores modernos como Patrick Wordmald fechan la redacción de las leyes hacia el año 1000 y que fueron escritas por Wulfstan de York (m. 1023).